# Chrysopilus capillosus
Chrysopilus capillosus Santos & Amorim, 2007 è un dittero appartenente alla famiglia Rhagionidae.

## Etimologia
Il nome proprio della specie deriva dal latino capillosus, che significa filamentoso, peloso, ad indicare il cospicuo fascio di setole presente nel gonostylus dell'apparato genitale maschile.

## Caratteristiche
L'olotipo maschile rinvenuto ha lunghezza totale è di 5,7-6,0mm; la lunghezza delle ali è di 4,5-5,0mm.

## Distribuzione
La specie è stata reperita nel Brasile sudorientale: nello stato di São Paulo, nei pressi della località di Cubatão e della città di Salesópolis.

## Tassonomia
Al 2015 non sono note sottospecie e dal 2007 non sono stati esaminati nuovi esemplari.